# Mystic Timbers
Mystic Timbers è una montagna russa in legno nel parco divertimenti statunitense Kings Island.
Ad oggi è la decima montagna russa in legno più alta degli Stati Uniti.